# The Fletcher Memorial Home
"The Fletcher Memorial Home" es una canción de Pink Floyd, compuesta por Roger Waters. La canción aparece en su álbum de 1983, The Final Cut. Es la octava canción del álbum, y se organiza entre «Get Your Filthy Hands Off My Desert» y «Southampton Dock». Fue interpretada en vivo por Roger Waters, por primera vez en 2006. La canción también aparece en las recopilaciones de Pink Floyd Echoes: The Best of Pink Floyd y A Foot in the Door, por lo que es la única canción de The Final Cut que fue incluida.
La canción habla de la frustración de Waters con los dirigentes del mundo desde la Segunda Guerra Mundial, mencionando a muchos líderes mundiales por su nombre, (por orden cronológico: Ronald Reagan, Alexander Haig, Menachem Begin, Margaret Thatcher, Ian Paisley, Leonid Brézhnev , Joseph McCarthy, Richard Nixon y Leopoldo Fortunato Galtieri[cita requerida], sugiriendo que estos «derrochadores de vida colonial y la integridad física» debían ser separados en una casa de retiro especialmente fundada. Él clasifica a todos los dirigentes mundiales como «niños demasiado grandes» y «tiranos incurables», y sugiere que son incapaces de entender nada más que violencia, o de sus propios rostros en una pantalla de televisión. 
En sus líneas finales, el narrador de la canción reúne todos los «tiranos» dentro de la «Fletcher Memorial Home» y se imagina la aplicación de «la solución final» para ellos. Esto enlaza con el tema general del álbum en su totalidad, que concluye con una canción que describe un Armagedón nuclear como el destino final de la humanidad. Esto va intercalado con canciones que critican profundamente la guerra de Malvinas. Waters percibe el conflicto como un resumen de la traición de los soldados británicos que lucharon y murieron en la Segunda Guerra Mundial,[cita requerida] y que las vidas de soldados británicos y argentinos estaban siendo utilizados como instrumentos políticos, por ejemplo, que la decisión de Margaret Thatcher a ir a la guerra fue, a su forma de ver, diseñada para darle un impulso muy necesario a su popularidad.[cita requerida]
En la canción también se refiere brevemente al Macarthismo de la década de 1950, mencionando el senador Joseph McCarthy («el fantasma de McCarthy») junto a todos los otros tiranos. Waters también dice que la mayoría del público no respeta a los «tiranos», como él dice claramente «lo que esperan de nosotros es que los tratemos con respeto.» 
El nombre Fletcher en el título de la canción es en recuerdo del padre de Roger Waters, Eric Fletcher Waters, quien murió durante la Segunda Guerra Mundial en Anzio (Italia) como uno de los llamados «D-Day Dodgers».